# Virginia Slims of Sarasota 1976
Il Virginia Slims of Sarasota 1976 è stato un torneo di tennis giocato sul sintetico indoor, che fa parte del WTA Tour 1976. Si è giocato a Sarasota negli USA, dal 23 al 29 febbraio 1976.

## Campionesse

### Singolare
Chris Evert ha battuto in finale  Evonne Goolagong  6–3, 6–0

### Doppio
Martina Navrátilová /  Betty Stöve hanno battuto in finale  Mona Guerrant /  Ann Kiyomura con il punteggio di 6–1, 6–0